# Prova ilícita no processo civil das famílias
A prova ilícita no processo civil das famílias, é um tema muito polêmico e muito debatido por diversos pesquisadores do âmbito jurídico. O que se discute é a admissibilidade ou não da prova em casos que, questões de relevante interesse estão em jogo.

## O Direito Fundamental à prova
A prova, segundo a Constituição Federal de 1988 (artigo 5º, LV) assegura que, no processo judicial ou administrativo, as partes litigantes tem o direito ao contraditório e a ampla defesa, desde que utilize dos meios e recursos a ela inerentes.
O direito à prova resulta da garantia ao cidadão a justa e adequada participação no processo, à igualdade de condições aos litigantes, ao permitir o diálogo equilibrado entre as partes. Como consequência disto, o conjunto probatório reflete-se na capacidade de influenciar o magistrado. A força da decisão do juiz está substanciada nas provas que a sustentam, uma vez que sua convicção é embasada no conhecimento dos fatos.
Atualmente, o direito fundamental à prova é garantia ao cidadão de efetivar o acesso à justiça, coibir o abuso do poder estatal e principalmente promover a igualdade material nas relações jurídicas, assegurando, desta maneira, a força principiológica do contraditório na relação jurídica processual.

## A prova ilícita
As provas ilícitas são consideradas proibidas ou vedadas. São consideradas ilegítimas quando afrontam a lei, como no caso de profissionais que devem guardar sigilo referente a sua profissão, e as provas obtidas por meios ilícitos, afetando a lei material. Nas doutrinas e jurisprudência são citados alguns meios de prova ilícita, o mais comumente deles são as gravações telefônicas clandestinas, que ocorrem, quase sempre, por meio de escutas realizadas por detetives particulares em empresas, praticando a conhecida espionagem industrial ou comercial, ou em residências, a fim de se comprovar ou não suspeitas de infidelidade conjugal.
Essa definição de prova ilícita, foi criada justamente para defendes os direitos fundamentais como da privacidade e da dignidade humana. A Constituição Federal de 88, em seu artigo 5º, inciso X diz que são invioláveis a intimidade, a vida privada, a honra e a imagem das pessoas, e em seu inciso XII também assegura o direito à inviolabilidade das correspondências e comunicações telegráficas, de dados e telefônicas.Sendo assim, seria inadmissível no processo civil a prova ilícita, porém, a utilização da prova ilícita deve ser feita por meio da teoria da proporcionalidade, ao sopesar os direitos fundamentais nas situações em que a prova utilizada é ilícita. Muito embora se admita o princípio da proporcionalidade, sua aplicação deve ser pautada pelo Juiz por uma análise criteriosa do caso concreto.

## A prova ilícita no Direito de família
As provas no Direito de Família têm uma aplicação diferente devido a natureza específica de cada relação envolvente, deixando o debate ainda mais complicado quando relacionado a prova ilícita. O avanço da tecnologia trouxe inúmeros benefícios ao homem. Mas juntamente a estes benefícios também surgiram problemas que antes não existiam. Hoje em dia, com os meios eletrônicos tão avançados e acessíveis à população, foi facilitado o registro de conversas, de imagens, a interceptação de emails, telefones, o uso das redes sociais, ou ainda fazer fotos e filmagens utilizando-se de celulares. Desse modo, surgem algumas questões acerca da violação da privacidade e da utilização destas como meio de prova no processo.
No que tange à foto e filmagem, é muito utilizada a contratação de detetives particulares, que, sem autorização capturam imagens que tem sido muito utilizadas nos tribunais de família. Contudo, no processo civil, são admitidas esses tipos de prova desde que cumpra os requisitos do artigo 383 do Código de Processo Civil .
Também é importante ressaltar a interceptação telefônica, um assunto muito falado atualmente. Ela se resume na intervenção de uma terceira pessoa que grava a comunicação telefônica sem o conhecimento dos dois interlocutores.
Esse assunto torna-se ainda mais controvertido no Direito de Família, onde repousam as relações familiares, a dignidade, intimidade e honra de cada membro da família. É usual a interceptação telefônica ser usada por um dos cônjuges para tentar provar conduta desonrosa do outro cônjuge, em ação de separação judicial, divórcio, alimentos ou então nos casos que envolvam disputa de guarda de filhos.
A interceptação telefônica é autorizada pela Constituição Federal, no artigo
5º, inciso XII, mas desde que, acompanhada por ordem judicial, na forma que a lei estabelecer para fins de investigação criminal ou instrução processual penal, ou seja, a interceptação telefônica somente se aplica em âmbito penal, apenas um juiz criminal autoriza a interceptação, não sendo permitida ao juiz da área cível. Todavia, esta restrição imposta pela Constituição Federal causa bastante divergência. Enquanto para alguns a interceptação telefônica deve ser admitida também no processo civil, para outros ela somente pode ser utilizada para fins penais.
Vale ressaltar que, depois de apresentada uma prova ilícita pela parte nos autos, ainda que eventualmente seja extraída dos autos, pelas regras de experiência, tais elementos inevitavelmente deixarão resquício na convicção do julgador. Uma prova produzida ilegalmente, com invasão de privacidade, ocasiona a responsabilização pelo seu infrator, civil e até criminal. Entretanto, um direito não pode servir para acobertar uma injustiça. Os direitos assegurados pela Constituição não podem impedir aquele que possa ser favorecido por uma prova que aparentemente atente contra os princípios básicos.
Desse modo é inegável que, no Direito de família, a prova ilícita seja mais debatida, pois de um lado ela não é admitida, mas de outro não existe outros meios para salvaguardar um direito fundamental de maior relevância. É a partir daí que entra o princípio da proporcionalidade, permitindo o sopesamento dos princípios envolvendo direitos fundamentais , e, no caso, o de maior relevância deve prevalecer.